# Canthium carinatum
Canthium carinatum är en måreväxtart som först beskrevs av John Gilbert Baker, och fick sitt nu gällande namn av Victor Samuel Summerhayes. Canthium carinatum ingår i släktet Canthium och familjen måreväxter. IUCN kategoriserar arten globalt som sårbar.
Artens utbredningsområde är Seychellerna. Inga underarter finns listade i Catalogue of Life.